# Kampong Thom
Kampong Thom este un oraș din Cambodgia.